# Sinnesmodalität
In der Sinnesphysiologie gilt als Sinnesmodalität ein Empfindungskomplex wie Sehen, Hören, Riechen, Schmecken und (mechanisches) Fühlen. Dabei handelt es sich um die fünf klassischen Sinnesleistungen, die seit Hermann von Helmholtz auf der Unterscheidung von Auge, Ohr, Nase, Zunge und Haut beruhen. Daneben werden in der modernen Physiologie (des Menschen) auch die Empfindung von Wärme und Kälte, Schmerz, Gelenkstellung und Lage im Raum als Sinnesmodalitäten aufgefasst.

## Ungenügende klassische Einteilung
Bereits das Innenohr liefert zwei voneinander völlig unterschiedliche Empfindungen – Schall- und Gleichgewichtssignale. Noch größer ist die Vielfalt der durch den Hautsinn übertragenen Informationen (vgl. Sensibilität).
Die Erregungen durch physikochemische Reize werden im Falle von Sehen, Hören, Riechen und Schmecken durch Nervenfasern auf gesonderten Nervenbahnen bis an unterschiedliche für die Auslösung der Empfindung zuständige Hirnneuronengruppen (= Hirnzentren) geleitet. Einfach ausgedrückt gibt es reservierte Übertragungskanäle (Kommunikationskanäle), die jeweils festgelegte bestimmte Adressen im Gehirn haben.
Dieses Übertragungsschema gilt für die Erregungen aus spezifischen, räumlich verschiedenen Rezeptoren, die auf getrennter Bahn zu räumlich getrennten Zentren gelangen. Dies kann unter der Voraussetzung einer Lokalisationslehre für die oben genannten klassischen Empfindungskomplexe relativ sicher angenommen werden. Es kann jedoch nicht für alle Sinnesleistungen – insbesondere nicht für die Übertragung verschiedener Sinnesqualitäten – als gültig vorausgesetzt werden. Prinzipiell müssen alle möglichen acht Kombinationen zwischen getrennten und nicht getrennten (= identischen) Rezeptoren, getrennten und nicht getrennten Leitungsbahnen sowie getrennten und nicht getrennten Hirnzentren mit einiger Wahrscheinlichkeit vorausgesetzt werden. Die sensorische Integration in übergeordneten Zentren stellt neben der spezifischen Diskrimination eine der Hauptaufgaben des Zentralnervensystems dar. Bei der Erregung von unterschiedlichen Rezeptoren der Haut werden beispielsweise Erregungen von verschiedenen Rezeptoren auf gleiche Großhirnzentren übertragen.
Es wird ferner nach Ayres unterschieden in:
- vestibuläre Sinnesmodalität (Gleichgewichtssinn)
- propriorezeptive Sinnesmodalität (Tiefensensibilität)
- taktile Sinnesmodalität (Oberflächensensibilität)

Entscheidend für die Zuordnung zu einer Modalität ist nach dem von Johannes Müller formulierten Gesetz der spezifischen Sinnesenergien nicht der Reiz selbst, sondern das Sinnesorgan, mit dem er wahrgenommen wird. Innerhalb einer Modalität unterscheidet man verschiedene Qualitäten (z. B. stechender oder übler Geruch; Rot- und Grünsehen). Bei inadäquater Reizung des Auges reagiert dieses mit Lichtempfindungen, den für das Auge spezifischen Empfindungskomplexen.